# Luís Gomes (ciclista)
Luís Gabriel Silva Gomes (nascido em 7 de maio  de  1994 em Vila Nova de Gaia) é um ciclista português, membro da equipa Kelly-InOutBuild-UD Oliveirense.

## Biografia
Em 2017, passa profissional assinando na equipa Rádio Popular-Boavista.

## Palmarés em estrada

### Por anos
- 2010
  - 3.º do Campeonato de Portugal da contrarrelógio cadetes
- 2011
  - 3.º do Campeonato de Portugal da contrarrelógio juniores
- 2012
  - 2.º do Campeonato de Portugal da contrarrelógio juniores
- 2015
  - 4. ª etapa da Volta a Portugal do Futuro
- 2016
  - Volta das Terras de Santa Maria :
    - Classificação geral
      - 1.ª etapa

  - 2. ª etapa da Volta a Portugal do Futuro
  - 2.º da Clássica de Pascua
- 2017
  - Circuito de Nafarros
- 2018
  - Grande Prémio Anicolor
- 2019
  - 7. ª etapa da Volta a Portugal
- 2020
  - Clássica da Primavera
  - 1.ª etapa da Volta a Portugal

### Classificações mundiais
| Ano             | 2015   | 2016  | 2017  | 2018  | 2019  |
| UCI Europe Tour | 571.º. | 1 465 | 1 314 | 1 908 | 1 143 |

## Palmarés em pista|Campeonato de Portugal
- 2010
  -  Campeão de Portugal de perseguição cadetes
- 2011
  -  Campeão de Portugal de perseguição juniores
  -  Campeão de Portugal da corrida por pontos juniores
- 2012
  -  Campeão de Portugal da carreira por eliminação juniores
- 2015
  -  Campeão de Portugal da corrida por pontos
  -  Campeão de Portugal do scratch